# 冠捷科技
冠捷科技有限公司，（港交所除牌前0903.HK、新交所除牌前T18.SG），是電腦顯示器品牌AOC的母公司。曾在香港交易所與新加坡交易所兩地上市，目前正在進行私有化程序。主要業務是各式各樣電腦監視器、CRT、LCD显示器、LCD TV、PDP等离子电视、及彩色掃描器之製造、設計及銷售業務。旗下品牌除了AOC之外，另包含Envision及一些獲許可的的飛利浦產品。
冠捷科技在中国大陆建立了福建、武汉、北京、苏州、厦门五座工厂的「五角星型」的生产供应链，並於巴西、墨西哥、波蘭、俄羅斯、及阿根廷擁有海外生產基地。公司於1998年在百慕達註冊爲冠捷控股有限公司，並在2000年易名爲冠捷科技有限公司。主席為宣建生，2017年员工总数近2万9千人。
該公司的主要股东为中国电子信息产业集团有限公司。

## 歷史
冠捷早期爲AOC（Admiral Overseas Corporation）爲了在中國建立生產工廠而在福建設立的公司，因此冠捷發展與AOC密不可分。AOC當時爲艾德蒙（Admiral）在臺灣的子公司，艾德蒙爲美國曾經的電視制造商。後隨着艾德蒙的分崩離析，以及冠捷擴張成爲具有中國央企背景的集團，AOC成爲冠捷旗下全資控股公司。
- 1990年12月，艾德蒙於中國福建福清市設立冠捷電子，並於2年後開始量產彩色電腦顯示器[11][12]。
- 1997年，與京東方合資成立北京東方冠捷電子有限公司，爲中國華北和東北地區市場提供及時需求[12][13]。
- 1998年，在百慕達註冊冠捷控股有限公司[9]。
- 1999年，於香港和新加坡兩地同時成功掛牌上市[12]。
- 2000年，改名爲冠捷科技有限公司[9]。
- 2004年12月，冠捷科技与飞利浦正式签署全面合作书，加速其在研发、生产液晶及等离子数字电视的发展进程，自有产能一跃超过3500万台，占据全球显示器市场份额的30%以上，成为全球最大的电脑显示器制造商，并加速跨入平面电视的领域。2007年資產淨值為USD 3,788,521千元，純利為USD 183,396千元。
- 2005年，以3.58億美元收購飛利浦旗下的電腦顯示器以及部分薄型電視的生產制造業務[14][15]。飛利浦品牌顯示器及電視的銷售業務仍然爲飛利浦所持有。
- 2007年12月7日，中國電子信息產業集團有限公司旗下的長城電腦入股冠捷科技10.27％共计2億股，收购总价格为11.4億港元。
- 2007年底，奇美實業入股冠捷，冠捷同時以3850萬美元收購奇美有關液晶顯示器制造相關的資產[16]。
- 2008年，成立武汉艾德蒙科技股份有限公司，負責冠捷旗下品牌AOC、Envision等在中國大陸的營運及行銷[10][12]。
- 2009年，總裁宣建生出席5月中旬召開的武漢台灣週，號召進軍開發中國大陸[17]。
- 2009年，AOC於全球全年銷售超過1000萬台液晶顯示器，在亞太和南美地區均取得了領先地位，連續4年銷售量成長速度超過20%。為目前亞太區第二大液晶顯示器品牌AOC，同時也是亞太區複合成長率最高的品牌；每6臺LCD Monitor銷售中就有一臺是AOC品牌。看中台灣市場AOC於2010年正式進軍台灣 （页面存档备份，存于）。
- 2010年1月29日，中國電信集團以10.4億港元向冠捷科技主要股東飛利浦購入2億股舊股。冠捷同時向日本三井物產株式會社發行約2.35億股新股，集資12.2億元用作一般營運資金。[18]完成交易後，中國電信集團及三井物產持股量將分別佔擴大後股本33%及10%，而飛利浦所持冠捷權益則降至2.69%。
- 2010年11月9日，欧盟委员会批准了冠捷科技有限公司收购皇家飞利浦电子股份有限公司在华彩电销售和分销业务的交易[19]。
- 2011年4月，荷蘭飛利浦電子與冠捷科技達成協議，合組聯營企業TP Vision（英语：TP Vision），冠捷擁有70%股權，而飛利浦則擁有30%股權[20]。TP Vision將接手飛利浦所有電視相關業務。
- 2012年底，冠捷為全球最大液晶監視器製造廠，與第四大液晶電視製造廠[13]。
- 2014年5月，飛利浦轉讓TP Vision的股份給予冠捷，使TP Vision成爲冠捷的全資子公司[21]。
- 2019年9月25日，依其網站上的文件[22]中指出；主要股東為中國電子股份有限公司 37.05%、奇美電子股份有限公司 6.42%、南方基金管理股份有限公司 5.37%。
- 2019年10月30日，主要股東提出的私有化計劃在法院會議獲得通過[23]，將從香港聯合交易所 (股票編號：903) 及新加坡證券交易所 (股票編號：T18) 下市。

## 轉投資
- 2007年12月22日，冠捷科技入股科橋電子（6156-TW）2000萬股，9%的股權，成為科橋的最大股東。

## 榮譽
- 2001年，冠捷在电脑显示器市场的占有率就达到了全球第二，并入选福布斯亚洲企业50强。
- 2004年，冠捷集团液晶销量跃居全球第一。在中国大陸市场上的每10台显示器中有4.5台出自冠捷，连续多年中国市场第一的宝座。
- 2009年，為亞太區第二大液晶顯示器品牌AOC，同時也是亞太區複合成長率最高的品牌；每6臺LCD Monitor銷售中就有一臺是AOC品牌。

## 外部連結
- AOC
- 冠捷科技